# 香港音樂專科學校
香港音樂專科學校（英文：Hong Kong Music Institute）原名基督教中國聖樂院，於1950年成立，為香港歷史上經年最悠久的音樂學校，同樣是非牟利慈善團體；香港音樂專科學校以推廣樂教及培養音樂專業人才為宗旨。

## 課程
香港音樂專科學校為四年制（夜間）文憑課程，內容涵蓋中國音樂歷史、西方音樂歷史、理論、作曲、演唱、演奏、指揮及合唱等專業音樂訓練。另外設有一年制、二年制及四年制證書課程，以及各類型的器樂、聲樂、樂理及視唱練耳等校外課程。

## 外部連結
- 香港音樂專科學校 （页面存档备份，存于）